# 2006年香港
|        | 香港歷史 \| 香港歷史年表                                                                                                   |
| 世紀： | 20世紀香港 \| 21世紀香港 \| 22世紀香港                                                                                     |
| 年代： | 1970年代香港 \| 1980年代香港 \| 1990年代香港 \| 2000年代香港 \| 2010年代香港 \| 2020年代香港 \| 2030年代香港               |
| 年份： | 2002年香港 \| 2003年香港 \| 2004年香港 \| 2005年香港 \| 2006年香港 \| 2007年香港 \| 2008年香港 \| 2009年香港 \| 2010年香港 |
| 紀年： | 丙戌年（狗年）、香港開埠165周年、香港回歸9周年                                                                             |

2006年是香港重新旺盛的一年。經過多年經濟衰退後，香港經濟於2006年終於有可觀的發展，股市屢創新高。而在政治方面，亦較過往數年穩定。

## 政府

### 行政

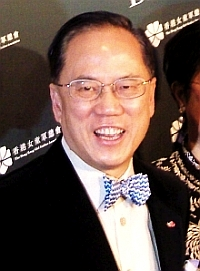
行政長官：曾蔭權
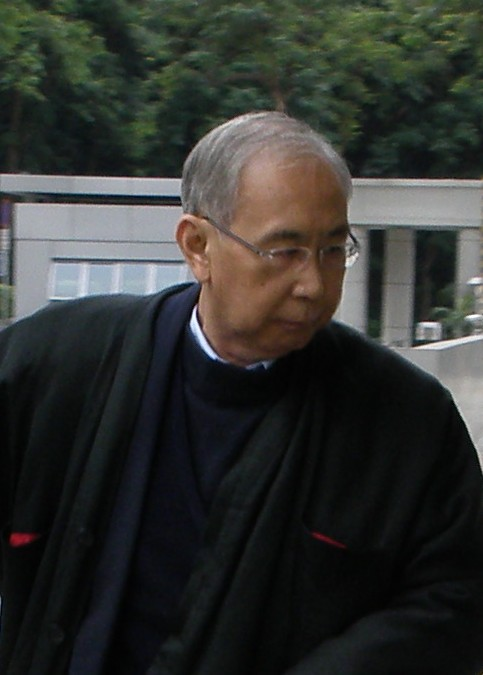
政務司司長：許仕仁
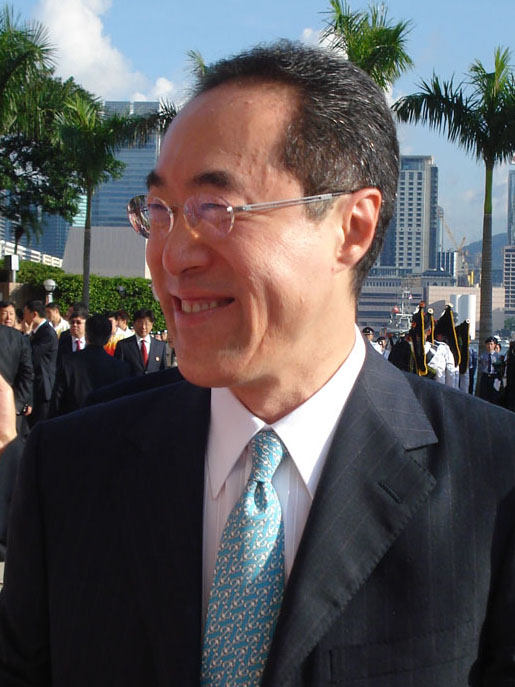
財政司司長：唐英年
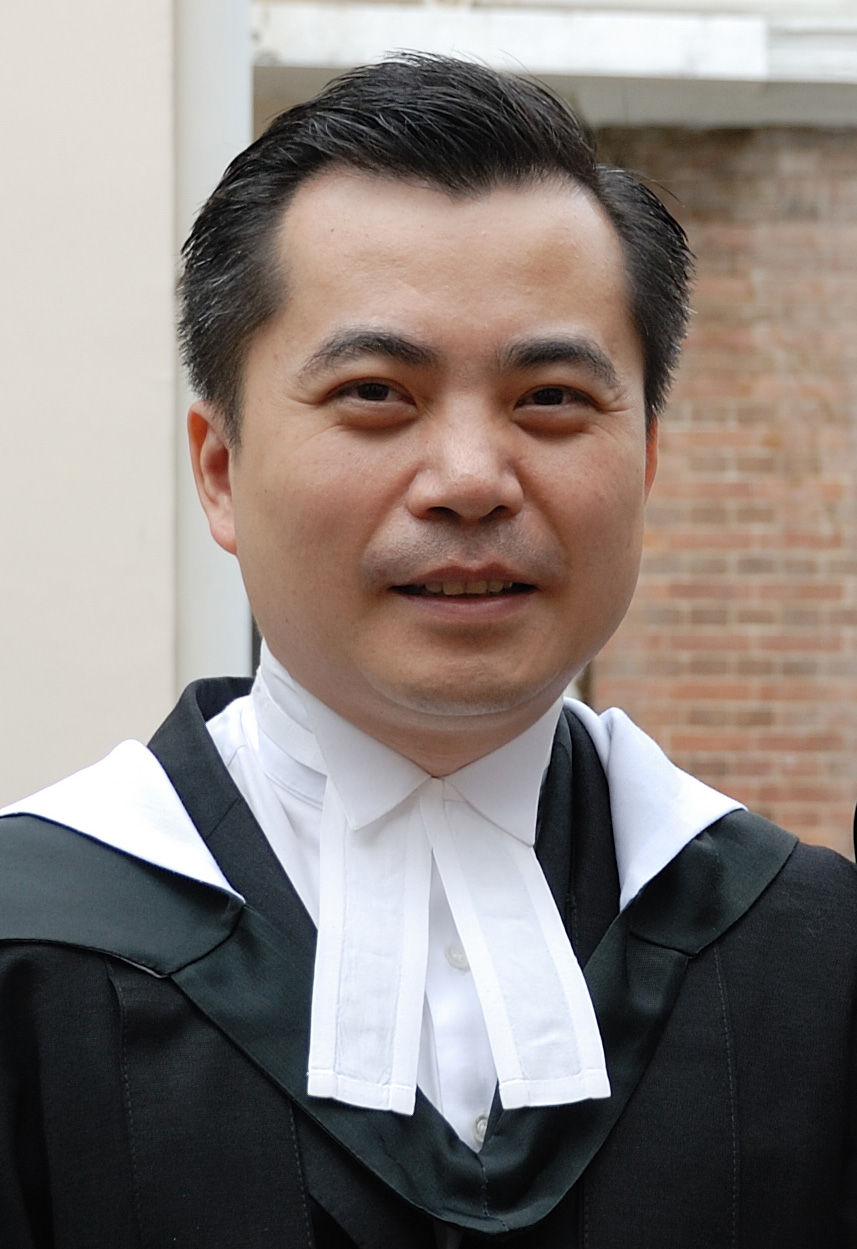
律政司司長：黃仁龍

### 立法

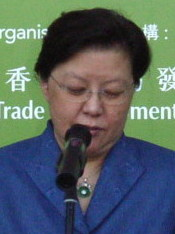
立法會主席：范徐麗泰

### 司法

終審法院首席法官：李國能

## 大事記

### 1月
- 1月1日：全世界閏1秒。
- 1月4日：美國傳统基金會公布2006年經濟自由度指數報告，香港連續第12年獲評為全球最自由經濟體系。
- 1月12日：香港行政長官曾蔭權出席立法會答問大會，並宣布部份政府辦公室最快在今年7月1日開始實行五天工作制。
- 1月16日：香港交易所交易大堂在裝修後重新使用，由財政司司長唐英年主持啟用儀式。
- 1月18日：上午，一輛行走沙田圍至觀塘裕民坊之89B線的富豪奧林比安11米雙層巴士（AV239，車牌號碼HH1412）駛至獅子山隧道管道時，因前面塞車停下，尾隨的私家車、客貨車、空載泥頭車和一輛行走大埔中心至旺角（柏景灣）之72X線的富豪奧林比安12米雙層巴士（3AV237，車牌號碼HE2610）收掣不及，五輛車連環首尾碰撞，13人受傷。
- 1月23日：
  - 一輛行走42C線的丹尼士三叉戟（ATR162，車牌號碼JD4183）在青衣擔桿山路交匯處撞向泥頭車，車頭嚴重損毀。
  - 開業30年的大通旅運突然全線結業，200多名顧客受影響。
- 1月24日：中華人民共和國國務院正式接受香港特首曾蔭權提名，任命王永平出任工商及科技局局長，俞宗怡出任公務員事務局局長，曾俊華會出任行政長官辦公室主任。
- 1月25日：2004年初於香港地鐵金鐘站在列車縱火的嚴金鐘，由香港高等法院判以終身監禁。
- 1月26日：香港高等法院頒令四家互聯網絡供應商須向國際唱片業協會披露22名涉嫌侵犯唱片版權的用戶之個人資料，以便進一步打擊侵犯版權行為，並成為全球首宗就侵權作的民事索償案例。
- 1月28日：有16年歷史的元朗嘉城酒樓在大除夕結業；僱主沒有拖欠員工薪金，是近年香港飲食業少見的場面。
- 1月28日：賀歲盃足球賽初賽：   2:0  、 香港 0:3  丹麦。
- 1月31日：香港捷旅假期一個埃及旅行團，在紅海度假區由洪加達前往樂蜀途中，因旅遊巴士超速引致在公路上翻車，造成14人死亡，30人受傷；是香港旅行團近年在海外最嚴重的車禍。

### 2月
- 2月1日：
  - 香港迪士尼樂園自開幕以來的第七次爆滿，一度有過千名未能入場的遊客聚集在樂園大閘。
  - 香港匡域旅遊倒閉，約有210人受影響，涉及金額16萬港元。
  - 香港賀歲盃足球賽，丹麥落後一球後，連入三球反勝南韓，繼1994年對港聯後再次奪冠。
- 2月2日：
  - 年初三於埃及發生的香港旅行團嚴重車禍中，14名罹難者身份全部核實。其餘30多名傷者分別留在開羅、洪加達，或者轉送至巴黎等地醫治。
  - 香港電訊管理局公佈短訊使用數據，顯示2006年元旦香港人發送了993萬條短訊，年初一當日數字更達1077萬條，首次衝破1000萬大關，反映香港電訊業的發展及趨勢。
- 2月3日：前運輸署署長霍文自2005年5月開始休假後，宣布將於7月正式提早退休。由於霍文離退休年齡仍差1年，退休金及長俸會較正常少，引起立法會議員質疑是被指令離職。
- 2月6日：
  - 香港金融管理局總裁任志剛透露，香港負資產宗數於2005年第4季再多近2000宗至11000宗，為連續兩季回升，並表示情況令人不安。
  - 香港行政會議批准就九廣鐵路北環綫及港深廣高速鐵路香港段做進一步規劃，香港九龍至廣州的車程可望縮短至1小時。
- 2月7日：香港天文台將於3月起增設季度氣候預報服務。
- 2月9日：香港慧峰集團正式公佈，夥拍中國電力及中國南方電網組成合營公司中港電力，計劃在香港經營電力業務，出資300萬港元。
- 2月10日：政府宣布委任劉細良為香港中央政策組全職顧問。
- 2月11日：服務超過56年的港島老牌巴士路線新巴8號線，告別超過半世紀行走英皇道及筲箕灣道的時代。同日起新巴及城巴共有十六條巴士路線更改行車路線、站位及增設轉乘優惠，其中2M號線當日起取消。
- 2月13日：
  - 無綫電視明珠台經多次申請，終於獲影視處破例允許無需播出教育電視，改為全程直播奧斯卡金像獎頒獎典禮。
  - 香港國泰航空開始60週年慶祝活動，特別製作2000套過去60年來的制服，供空服員在機艙內穿着。
- 2月14日：香港舉行慈幼會百週年傳頌承慶典，特首曾蔭權亦有到場參與。
- 2月15日：
  - 國泰航空（港交所：0293）涉嫌聯同全球11間航空公司操控貨運價格。
  - 根據由美國機構 Cushman & Wakefield（页面存档备份，存于） 進行的辦公室租金成本調查，香港的辦公室租金是全世界第二高，超過巴黎及東京，僅次於倫敦。
- 2月16日：
  - 杜汶澤與梁洛施主演的電影《伊莎貝拉》角逐第56屆柏林影展最佳男、女主角等多個獎項，成為影展「主要競賽單元」中唯一入選的華語電影，兩名主角飛抵柏林出席頒獎禮。
  - 香港政府統計處公佈，至2005年底香港總人口有6,970,800人，比2004年增加55,100人，增長率0.8%。而人口的自然增長為19,000人。
- 2月17日：香港的伊斯蘭組織遊行，就日德蘭郵報穆罕默德漫畫事件抗議。主辦單位稱參加人數有5千，警方數字則為2千。
- 2月18日：第九屆世界消防競技大賽於添馬艦揭幕，為首次於亞洲城市舉行，賽事共有近40個國家和地區逾3,300消防人員參加，競逐59個比賽項目。
- 2月19日：
  - 下午三時許，一輛行走960線的丹尼士三叉戟（ATR258，車牌號碼JS7285）在西九龍快速公路撞向一輛工程車，4人受傷。
  - 香港機場管理局宣佈，2006年首月香港國際機場客運量較去年同期上升15.9%至350萬人次；農曆新年假期開始前一天的飛機起降量，更創下853架次的單日紀錄。
  - 香港音樂人金培達為彭浩翔執導電影《伊莎貝拉》奪得柏林影展最佳電影音樂銀熊獎，是今年唯一參選華語電影，也是第一名在柏林影展獲得技術性獎項的華人。
- 2月20日：香港天文台開發出全球第一個"激光風切變預警系統"。
- 2月21日：新世界第一渡輪轄下5條離島區航線開始加價，平均加幅6.5%。
- 2月22日：羅馬教廷宣佈，天主教香港教區主教陳日君晉升為樞機主教。為第六位華人樞機主教及現時僅存的兩位之一。
- 2月23日：由香港電燈興建，位於南丫島的香港第一座風力發電站落成。
- 2月24日：在香港舉辦的第九屆世界消防競技大賽結束，香港以東道主身份獲得134枚金牌、169枚銀牌和186枚銅牌的成績，位列獎牌榜第一位。
- 2月25日：一輛76K線往元朗（西）方向的丹尼士巨龍11米（AD311，車牌號碼HB9242）在青山公路 – 米埔段被一輛懷疑天雨路滑而跣胎的工程車撞向巴士右邊車身，其後巴士鏟上人行道至一個路牌前面才告停下，造成12人受傷。

### 3月
- 3月2日：
  - 位於九龍城的機場隧道，將於5月4日起易名為啟德隧道，以紀念前啟德機場。
  - 2006年2月是香港天文台有紀錄以來第10個最溫暖的2月，平均溫度17.7度，高於正常1.8度，總日照時間則較正常多25.5小時。
- 3月5日：中聯辦主任高祀仁透露6月1日起，開放予港澳個人遊的中國大陸城市將增加5個，總數達43個，意味着將有近2億中國大陸居民可自由訪港。
- 3月7日至3月10日：上水舉行60年一度的太平清醮。
- 3月8日：一輛行走258D線的丹尼士巨龍12米空調巴士（3AD116，車牌號碼HR9165）在皇珠路撞向前面兩輛私家車，之後更被尾隨的貨車及旅遊巴撞向巴士車尾，釀成5車相撞意外，造成32人受傷。
- 3月10日：報章揭發網站刊載曾向警監會投訴市民的個人資料，近2萬名投訴人的編號、姓名、地址、身份證號碼、刑事紀錄觀覽無遺，香港警務處商業罪案調查科着手調查事件。
- 3月11日：亞洲游泳錦標賽香港游泳代表隊從新加坡回港，隊伍共奪得2金2銅佳績。
- 3月13日：深水埗醫局街紹興大廈雙重命案。
- 3月14日：全球最大的自由百科全書——維基百科，其中文版籌備第一屆中文維基年會，香港經過討論及遴選獲得主辦權。 中文維基百科新聞稿
- 3月16日：九廣鐵路公司管理局決定，即時終止其市務總經理黎啟憲的聘用合約，而署理行政總裁黎文熹亦同時請辭，並決定由前工務局局長詹伯樂接任。
- 3月17日：凌晨一時在尖沙咀發生罕見的警員互相槍擊案。兩名警員在廣東道與柯士甸道交界的一條行人隧道巡邏的時候遇到一名可疑男子，該可疑男子隨即用槍襲擊警員，其後警員開火還擊。三人被送往醫院後，1名警員及疑犯傷重死亡，而另外1名警員則重傷
- 3月19日：香港銀牌足球錦標賽，結果傑志擊敗愉園奪冠
- 3月23日：天主教香港教區主教陳日君於梵蒂岡獲教宗本篤十六世親授紅帽後，正式成為香港歷來第二位樞機。
- 3月24日：一輛校巴在香港仔隧道收費廣場附近疑閃避切線的私家車時失控，撞向一輛在巴士站上下客的城巴富豪奧林比安12米巴士（613，車牌號碼HR3194），城巴其後再撞向前面一輛行走171線往海怡半島的九巴丹尼士三叉戟12米巴士車尾（ATR347，車牌號碼KW746），造成27人受傷。
- 3月25日：屯門大興邨興輝樓命案。
- 3月26日：一年一度的香港賽馬盛事Mercedes-Benz香港打吡大賽由著名港澳商人何鴻燊屬下馬匹「爆冷」勝出
- 3月29日：香港出現首宗基孔肯雅熱個案，由一名66歲男子在毛里裘斯旅遊時感染。
- 3月31日：香港房屋協會計劃與市區重建局合作，在灣仔石水渠街、慶雲街及景星街共9座唐樓進行鞏固及修復工程，預計耗資1億港元。

### 4月
- 4月2日：一名中年男子於九廣東鐵九龍塘站月台跳軌企圖自殺，令人再度關注是否需要裝設月臺幕門。
- 4月5日：入境事務處宣佈調整各項證件及服務收費，預計在3至7年內可收回成本。特區護照的申請費由320港元增至370港元，而補領身份證的收費則由395元減至335元。
- 4月8日：長沙灣東京街渠務工程中，發現588件在40至50年代期間駐港英軍遺下的爆炸品，包括彈殼、手榴彈及信管等，警方疏散附近居民，並由爆炸品處理課以人手掘出及即場引爆部份炸彈。
- 4月10日：
  - 上午十一時許，一輛行走260X線的猛獅24.310（AMN26，車牌號碼JV1055）在屯門公路行駛期間，尾隨的一輛運泥車收掣不及撞向一輛運魚貨車，運魚貨車側翻撞向巴士車尾，釀成五車相撞意外，事件中造成3人受傷，而屯門公路當天需封路三小時清理現場。
  - 何文田公主道近常盛街公園的一個水務署地盤掘出8副陳年骸骨，懷疑是戰前該址墳場的遺留物。
  - 東南亞最大型的水母館在香港海洋公園揭幕，水母館佔地5000平方呎，分為8個展區，展覽的水母共400多種。
- 4月11日：
  - 環境運輸及工務局召開記者會，局長廖秀冬宣佈地鐵與九廣鐵路達成合併協議，並與地鐵簽訂諒解備忘錄
  - 牛頭角佐敦谷北道淘大花園附近的偉景樓懷疑因泄漏煤氣引發三次爆炸，造成2死8傷[1]
- 4月14日：香港國際機場發生首宗旅客跳樓自殺案，一名39歲英國籍男遊客等候轉機期間，由自動電梯墮進無人駕駛列車月臺死亡
- 4月15日：綠色學生聯會發起香港首個無膠袋日，約1,200間商戶收取每個0.5港元膠袋費用，有62%市民響應不使用膠袋，令膠袋使用量較平日減少近80%
- 4月16日：
  - 香港足總盃決賽由香雪晨曦擊敗愉園奪冠，奪得球隊今季首個冠軍
  - 約15,000名市民前往參觀在九龍灣國際展貿中心舉辦的第二屆香港玩具節
- 4月17日：環保組織綠色和平抽查香港兩家最大連鎖超級市場——百佳和惠康的55個蔬菜樣本，發現三成含有殘餘農藥，另外一成含有禁用農藥；其中有番茄樣本的致癌物質林丹含量超過歐盟標準43倍。
- 4月14日至4月17日：香港春季電子產品展2006
- 4月22日至4月23日：田徑之王-第二回合
- 4月4日至4月19日：第三十屆香港國際電影節
- 4月20日：將軍澳尚德邨尚義樓命案，一名消防總隊目謀殺電盈女推銷員，棄屍大帽山。兇手覃立勳謀殺罪依例判囚終身，餘下盜竊、勒索及阻止合法埋葬屍體等4項罪，則判監10年，與謀殺罪分期執行。
- 4月21日：政府委任共132位婚姻監禮人，他們將可為市民在任何時間及任何香港地方舉行婚禮，為市民提供更靈活的證婚服務
- 4月21日至4月24日：香港家庭用品展2006開幕，並一連四天於灣仔會議展覽中心舉行，吸引來自36個國家地區超過2300家參展商參加，為歷年來規模最大的一次。香港家庭用品展在同類型展覽中為亞洲最大和全球第3大。
- 4月23日：
  - 愛彼錶女皇盃在沙田馬場舉行，由南非雌馬幻彩光華以一馬頭位距離勝出。
  - 香港最後三家日資百貨公司之一三越百貨將於2006年9月全面撤離香港。
- 4月24日：香港天文台自2004年5月8日以來首次發出黑色暴雨警告信號。
- 4月27日：一輛九龍巴士68X線巴士上，一名青年不滿坐在前排的中年男子電話交談聲量過大，輕拍對方肩膀，勸他降低聲量，但中年漢反應激烈，夾雜大量粗言高聲斥罵少年。事件被旁觀者拍成短片在網絡上熱傳，是為著名的巴士阿叔事件。
- 4月28日至5月1日：香港禮品及贈品展2006

### 5月
- 5月2日：為了加強對食物的監管，食物安全專員麥倩屏透露在未來數個月會成立食物安全委員會。
- 5月4日：香港中學會考英文科（課程乙）卷二考試，懷疑有考生根據卷上註明的文章出處，到洗手間用手提電話或個人電子手帳到有關網站尋找答案。事件惹來大批考生在網上發起聯署，要求考評局徹查事件。
- 5月5日：長洲於下午有太平清醮飄色會景巡遊。
- 5月6日：長洲太平清醮的搶包山比賽，由上屆冠軍，任職消防員的郭嘉明再度勝出。
- 5月7日：西貢鹽田仔的聖若瑟小堂，獲得聯合國教科文組織亞太地區文化遺產優異獎。
- 5月8日：香港政府公務員五天工作制首階段在7月1日實施，約5萬9千名公務員將工作5天，部份政府服務，將在星期六停止辦公。
- 5月9日：3間香港電影公司獲高等法院批准，要求4家香港網際網路供應商在21日內，提供49個涉嫌使用BT點對點技術下載3部香港電影的使用者個人資料，並向這些使用者發出警告信。
- 5月10日：筲箕灣南安街東區走廊行車天橋底命案。
- 5月12日：新世界第一渡輪新傑號，下午由中環開往梅窩時，於大嶼山萬角咀擱淺。
- 5月12日：亞洲電視宣佈，中信國安入股超過2成權益。有報導指亞視現值約20至30億港元，中信入股涉及金額約4億。中信國安是前國家副主席榮毅仁創辦的中信集團旗下子公司。
- 5月15日：颱風珍珠迫近，香港天文台發出今年首個一號戒備訊號。
- 5月18日：中國銀行在香港招股，部分派發招股書和申請表的銀行門外出現人龍。
- 5月20日：香港政府斥資5億港元建造的香港濕地公園開幕，預計一年可吸引50萬遊人。
- 5月21日：香港導演王家衛在法國康城獲頒法國榮譽軍團勳章（騎士級），以表揚對電影業的貢獻。由法國文化及通信部部長德瓦布爾主持勳章頒發儀式。
- 5月23日：有線電視及亞視記者分別到深圳富華醫院採訪PAAG隆胸索償案時，遭多名醫院職員拳打腳踢及搶奪攝影器材，全程攝入記者鏡頭。
- 5月25日：地鐵公司宣佈位於大嶼山的昂坪360將於6月24日上午10時啟用。
- 5月26日：16歲的中學五年級生陳易希獲香港科技大學青睞，將到科大修讀電子工程學，成為全港首名無需經過會考及高考而直接進入大學的中學生。
- 5月31日：近日憑《巴士阿叔》短片而成為香港市民熱門話題的罵人者身分暴光，片中罵人者是曾三度有意參選行政長官的陳乙東，但因未獲選舉委員會成員提名而告吹。

### 6月
- 6月1日：大埔一間酒樓因使用盜版音樂視像檔案以供顧客使用卡拉OK作娛樂之用，被判處罰款港幣三萬元並充公電腦、電視及喇叭等影音器材，而本案亦成為香港首宗中式酒樓被檢控侵犯版權的個案。
- 6月3日：香港國際龍舟邀請賽2006
- 6月4日：
  - 粉嶺火車站天橋底打鬥事件。
  - 香港馬牛精福星在日本東京競馬場舉行的安田紀念勝出，是2000年靚蝦王後第二匹勝出此項賽事的香港馬匹。
- 6月5日：藝人森美所主持的商業電台節目《架勢堂》，舉辦「最想非禮的香港女藝人」選舉，題目有侮辱女性及涉嫌違反香港法例第480章《性別歧視條例》，引起軒然大波，群福婦女權益會今日到廣播事務管理局及平等機會委員會投訴，遭停播兩個月及節目主持及監製停薪留職兩個月，並罰商台14萬元。
- 6月7日：香港廉政公署於6月6日及6月7日調查一宗貪污案件時拘捕四人，懷疑他們涉嫌於1995年至2001年間，向香港電台提供虛假資料以申領服務費。消息指被拘捕四人包括高級節目主任何重恩、節目主持李慧娜(拿拿淋)、前節目主持黃靜及黃之母親，案件一直調查至08年，上述涉案者最終獲判無罪。
- 6月8日：大埔區議會主席鄭俊平和他的兄長鄭俊雄，涉嫌利用一幅政府土地來詐騙逾118萬元，遭廉政公署起訴。
- 6月9日：
  - 元朗朗屏邨玉屏樓17樓命案。
  - 國泰航空發表聲明，指有關在收購港龍航空一事上已跟其他相關公司達成協議。其中國泰航空將以8億2千萬港元現金及以每股作價13.5港元發行5億4,800萬股新股，總值82億2千萬港元，向港龍航空其他股東全面收購港龍。另國泰將動用40億7千萬，增持國航股權，由10%增至20%。而國航則以53億9千萬，購入國泰10.16%的股權，使國航與國泰形成互控關係。
- 6月12日：著名物理學家霍金抵達香港進行訪問，展開為期6日5夜的訪港行，期間在科大舉行「宇宙的起源」講座，當年座無虛席，一票難求。霍金又遊覽太平山頂，觀賞維港夜景，並乘渡輪遊維港，欣賞幻彩詠香江及與特首曾蔭權會面。
- 6月15日：衛生署衛生防護中心於晚上接獲國家衛生部通報，指較早前於深圳市一宗疑似人類感染H5N1禽流感為確診病例，故香港政府決定由6月16日開始，暫停從中國內地輸入活禽鳥三星期，但中國內地供香港的冰鮮及冷凍禽肉則不受影響。
- 6月17日：昂坪360纜車於下午3時30分左右發生大型故障。
- 6月19日：新渡輪一艘由澳門港澳碼頭駛往九龍中港碼頭的「新渡輪85號」與一艘由珠海香洲港駛往東山島的觀光船「東區一號」於澳門港澳碼頭東北方約2.5海里之珠海水域相撞。「東區一號」被撞後尾部迅即入水半沉在海中。
- 6月21日：
  - 一輛往行走68X線的富豪B9TL（AVBW5，車牌號碼MC2475）在深水埗黃竹街及大南街交界與一輛客貨車相撞，三人受傷。
  - 邵逸夫獎基金會公佈2006年度邵逸夫獎得獎名單。
- 6月22日：深水埗長沙灣道174號文裔大廈2樓命案。
- 6月24日：行政長官曾蔭權在香港電台節目《香港家書》內發表題為「走出禮賓府」文章，就擔任行政長官一週年以來分享其經歷和感受。他表示以往擔任政府技術官員時，論證過程強調理性；但當上任行政長官之後，他明白到要先以感性和同理心跟市民感受社會民情，再以理性分析去進行決策。此外，他在節目中亦承諾於未來一年花更多時間到街上與市民直接接觸。
- 6月26日：
  - 民政事務局召開記者招待會，宣佈一系列有關舊衣回收的管制措施。
  - 一名小販於早上在元朗天水圍新市鎮天恩邨販賣中草藥期間，疑因逃避食環署小販管理隊人員追捕，情急下跳進明渠逃走欲游往對岸而遇溺，送院後證實不治。事件再次引起市民對小販管理隊執法時不顧小販安全而導致有人傷亡的關注，而當地居民亦指摘食環署人員在小販遇溺後見死不救而造成人命傷亡。
- 6月29日：屯門東二號食水配水庫涼亭路邊草叢命案。
- 6月30日：
  - 上水坑頭大布村廢料場劫殺案。
  - 香港高級程度會考放榜，兩名6A「狀元」同是出自恒生商學書院。英文科目合格率僅74%，為11年以來最低。

### 7月
- 7月1日：
  - 民間人權陣線發起七一遊行，爭取普選，前政務司司長陳方安生亦有出席遊行，民陣稱有5.8萬人參加，而警方則稱有2.8萬人參加。
  - 香港首次有解放軍在市內步操遊行。步操由19個親中團體籌劃舉行，作為慶祝回歸活動的一部分，從維多利亞公園出發，以宣示中央權威。[2]
  - 香港特區政府公佈2006年授勳名單，本年總共有277人獲授勳或嘉獎。
- 7月2日：本港馬季結束，各個獎項均花有主。其中蔡約翰第四次奪得冠軍練馬師榮銜；韋達連續第六季榮膺冠軍騎師；黎海榮連續第二季成為冠軍見習騎師。
- 7月4日：將軍澳尚德邨尚信樓四樓平台命案。
- 7月6日：創維數碼港交所：0751前主席黃宏生兄弟串謀詐騙罪成今天被判重囚6年，有中港兩地十數名人政要求情不果。其母羅玉英帶款仍然在逃
- 7月8日：香港政府實行五天工作制後的首個星期六，有部份市民感到不便
- 7月10日：
  - 李澤楷出售盈科拓展持有的兩成三電盈股權給前花旗集團高級顧問梁伯韜的公司，開價92億港元，每股作價6元
  - 香港政府公佈新一輪高層官員任命名單：現任食物環境衞生署署長梁永立行將退休，其職任由現任衛生福利及食物局副秘書長陳育德接替；現任扶貧委員會秘書長的謝凌潔貞將出任政制事務局常任秘書長；前任環境運輸及工務局副秘書長張雲正將接替袁銘輝出任保險業監理專員。另有兩個政府部門的首長行將退休，他們分別為規劃署署長馮志強及懲教署署長彭詢元，他們的職位將會由其副手伍謝淑瑩及郭亮明接任，而原為懲教署助理署長應國正則會接替郭亮明，成為懲教署副署長
- 7月11日：一輛行走268C線的Neoplan Centroliner 12米巴士（AP151，車牌號碼KR9862）在龍翔道行駛時撞及左邊防撞欄，車長未有察覺車頭被防撞欄插入，轉彎時將整條防撞欄扯脫，然後斷開的防撞欄將巴士推向右邊石壆，意外中8人受輕傷。
- 7月12日：香港警方在新界拘捕一名24歲男子，懷疑他向日本內閣官房長官安倍晉三寄出死亡恐嚇信。
- 7月13日：為了保持街道安全和整潔，香港民政事務總署聯同食物環境衞生署今早首次採取行動，沒收擺放在街上的「舊衣回收籠」，並將會引用香港法例第228章《簡易程序治罪條例》，檢控籠主，若罪成，物主最高可能被判罰款5000港元或者監禁3個月。
- 7月15日：2006年香港中期人口統計正式開始，為期18日。
- 7月16日：受活躍西南季候風影響，凌晨香港下起暴雨，香港天文臺發出黑色暴雨警告。在凌晨2時至3時的一小時內，天文臺總部錄得115.1毫米雨量，打破了天文臺有紀錄以來的最高時雨量紀錄。
- 7月17日：
  - 一輛行走旺角火車站至屯門兆康苑67X線的丹尼士三叉戟12米雙層巴士（ATR101，車牌號碼HZ6751，樣板車）沿葵涌道往屯門方向行駛時，撞向一輛拋錨停下的貨櫃車，之後更被尾隨的貨櫃車撞及車尾，整副左邊龍骨全斷，上層地台向左邊坍塌，多組座椅外露、跌落下層甚至飛脫，只有底盤、引擎室、樓梯及右邊結構尚可勉強辨認。上層前排3名乘客被拋出車外墜地重創，造成1死15傷。
  - 新界深井的嘉頓麵包廠房發生意外，溢出近兩噸麵粉，令廠房附近猶如雪景。
  - 前香港保安局局長葉劉淑儀，成立一個名為「匯賢智庫」的組織。
  - 在香港有「鋼鐵大王」之稱的龐鼎元創立的紹榮鋼鐵，在香港終審法院中，成功挑戰香港環境保護署，推翻其批准香港機場管理局在其位於新界屯門的鋼廠旁邊興建永久航空煤油庫的決定
- 7月18日：香港政府公佈有關改革香港稅制的諮詢文件，研究透過開徵商品及服務稅（GST）以擴闊稅基的可行性。
- 7月19日：為期六天的香港書展2006於香港會議展覽中心舉行。
- 7月22日：一輛煞車系統失靈的貨櫃車在和宜合道近和宜合道運動場撞向一輛行走36A線的丹尼士巨龍11米非空調巴士（S3N236，車牌號碼ES5348），其後36A巴士再撞向前面一輛行走278X線的丹尼士巨龍12米空調巴士（3AD51，車牌號碼HL2226），兩輛巴士上共12人受傷。
- 7月24日：沙田富山公眾殮房辦理認領遺體又發現出錯，香港衛生署署長林秉恩不認為殮房的員工出錯。
- 7月25日：
  - 愛民邨敦民樓倫常慘案。
  - 前香港衛生署署長陳馮富珍，獲中華人民共和國政府推薦於2006年11月競逐世界衛生組織總幹事一職。
  - 香港警務處公佈2006年上半年香港罪案數字，錄得約3.9萬宗罪案，較去年同期升3.5%，其中銀行劫案較去年同期增加122%，家庭暴力則增幅達三成。
- 7月27日：
  - 美國核子動力航空母艦戰鬥群「企業號」（USS Enterprise）訪問香港，停泊在青衣島對開水域，艦上6000名官兵分批上岸觀光及購物。
  - 警方於早上在美孚地鐵站拘捕一名李姓男子，懷疑他與近月多宗地鐵列車車門保護膠邊被割破的案件有關。
- 7月28日：為期五天的香港動漫節及電玩展在香港會議展覽中心揭幕
- 7月30日：外交部記述有關前國家主席江澤民在任時外交訪問過程的書《為了世界更美好——江澤民出訪紀實》於北京釣魚台國賓館舉行首發儀式。
- 7月31日：黃大仙鳳德道鳳德樓3樓命案。

### 8月
- 8月1日：大學聯招放榜，11,294名學生獲香港八大院校的學士學位課程取錄，獲派首三志願課程(Band A)的人數佔76.8%。
- 8月3日：颱風派比安襲港，天文台在廣泛地區受烈風影響仍拒絕發出八號烈風或暴風信號，引起爭議。
- 8月6日：經過四天會議後，立法會三讀通過《截取通訊及監察條例草案》。
- 8月8日：李澤楷用少於3億港元購得《信報財經新聞》5成股權。
- 8月8日：一群外籍人士和環保團體為促請政府重視香港污染嚴重，發起在晚上八時把燈關上三分鐘，雖得到立法會和一些商業機構支持，但響應者並不多
- 8月9日：香港市區重建局用300億港元分期12年翻新觀塘市中心，裕民坊將擴建成4倍，重建計劃包括觀塘道、協和街及物華街等。
- 8月9日：最後一屆以「拉曲綫」方法評分的香港中學會考放榜，本屆共有25名十優狀元，為歷年新高，同時有2萬多名考生只獲得0分。
- 8月9日：香港電台宣佈，任命電訊管理局副總監傅小慧為副廣播處長，於8月14日履新，接替本月11日退休的吳錫輝。
- 8月11日：凌晨，一輛行走旺角火車站至屯門良景邨58X線丹尼士三叉戟12米（ATR331，車牌號碼KV6817）在屯門公路近麗城花園撞向一輛拋錨停下的貨櫃車，巴士車頭嚴重損毀，9人受傷。
- 8月12日：
  - 安葬因公殉職公務員墓地浩園上午遭受惡意破壞，29個墓碑的相片全遭硬物破壞，破壞行為受到政府及社會各界人士的譴責。
  - 2006年度香港小姐競選決賽晚上假座於香港體育館舉行，現年25歲的13號陳茵媺奪冠，亞軍及季軍分別由周家蔚及呂慧儀所奪得。此外，周家蔚亦獲得「最上鏡小姐」獎；而陳茵媺則獲得「國際親善小姐」獎項。
- 8月13日：10歲的沈靖韜及13歲的黃蔚然兩位香港小鋼琴家在德國埃特林根國際青少年鋼琴賽(15歲以下組別)中分別贏得冠軍及季軍。
- 8月13日：位於東九龍坪石邨附近的坪石交通交匯處正式啟用，有新界的士司機因不滿政府沒有履行設立上落客區的承諾，發動慢駛抗議。
- 8月15日：香灼璣辭去公民教育委員會主席一職，即時生效，彭敬慈接任，任期至2007年3月31日。
- 8月15日：九廣鐵路公司在東鐵五個不同的路段安裝全球首創的光纖感應器來監察列車裂紋。
- 8月16日：法律改革委員會發表報告書，讓市民預先簽發醫療指示，倘日後昏迷或病危時不接受醫治，法改會認為此建議不等同安樂死，但有病人互助組織指建議可能會因病人已簽署預設指示而令醫生無法提供適切治療。而香港醫學會主席蔡堅醫生則指建議無法律約束力，醫生可能要面對病人家屬所提出的法律訴訟。
- 8月16日：中文大學宣佈，將成立的晨興書院及善衡書院的候任院長分別由諾貝爾經濟學獎得主莫理斯及植物分子生物學家辛世文出任。
- 8月17日：九龍灣啟業邨一花槽內發現一個八個月前從深圳寄往伊朗的包裹，警方證實包裹內有可製造沙林毒氣的氟化氫鉀，但表示無證據顯示涉及恐怖活動，發現可疑物品案處理。
- 8月20日：香港立法會議員何俊仁（民主黨）在參加遊行後在一家快餐店遇襲，送抵瑪麗醫院救治，他送院時情況清醒。
- 8月20日：世界女排大獎賽香港站結束，比賽在紅磡香港體育館舉行，中國隊以局數3:0擊敗俄羅斯勝出第3場賽事，取得分站冠軍。
- 8月21日：長青隧道往九龍方向於早上8時35分發生五車嚴重交通意外，事件中城巴A21線巴士司機死亡及25人受傷。
- 8月21日：中國國家稅務總局及香港特區政府簽署「內地和香港特別行政區關於對所得避免雙重徵稅和防止偷漏稅的安排」，以進一步擴大避免雙重徵稅的措施。
- 8月22日：十屆全國人大常委會第23次會議在北京舉行，會議審議授予香港在深圳灣口岸的港方口岸區有司法及行政管轄權。
- 8月23日：二人女子組合Twins成員鍾欣桐在演唱會後台更換衣服時被偷拍，成為最新一期《壹本便利》封面照片，引起社會各界的強烈譴責，影視處已接獲超過100宗投訴。
- 8月23日：首批中國內地供港冰鮮豬肉運抵香港，並於次日在市面發售。
- 8月24日：遇襲後出院的立法會議員何俊仁，其律師樓再收到恐嚇信，內附有刀片及4行文字。
- 8月25日：內地來港的自由行效應減，香港電器行現淘汰戰。1990年成立的樓上影音電器店始祖華仁會休業。
- 8月25日：首屆中文維基年會在香港中文大學揭幕，維基百科創辦人吉米·威爾斯在演講中表示對中國大陸查封維基感到惋惜。
- 8月26日：香港警方透過《警訊》節目分別以廣東話、印尼語及泰語三種語言呼籲市民就有關何俊仁議員遇襲案提供重要線索。
- 8月27日：香港美國商會的調查發現，空氣污染令香港對外資的吸引力下降。
- 8月28日：香港演藝界舉行「私隱·尊嚴─香港人既事」聲討行動，聲討刊登鍾欣桐偷拍照片的《壹本便利》雜誌。
- 8月29日：為解決「香港一天遊」的團費過低甚至零團費的問題，廣州地區旅行社協會及香港旅遊業議會簽訂合作備忘錄，從本年9月1日開始訂定最低團費及限制購物行程，並定出從廣州出發的「香港一天遊」旅行團團費，每人不得少於98元人民幣。
- 8月30日：拖延一時的昂坪360纜車開放予本港及海外駐港記者試搭，承辦商希望能趕及於十一黃金週前啟用。
- 8月31日：新加坡海峽時報中國首席特派員、香港居民程翔間諜罪名成立，一審被判刑5年。
- 8月31日：香港賽馬會舉行週年大會，選出陳祖澤接替夏佳理出任2006/07年度董事局主席，艾爾敦則獲選為副主席，利子厚及陳南祿獲選為董事。

### 9月
- 9月1日：中、小學開學日
- 9月6日至10日：2006香港鐘錶展
- 9月9日：晚上七時許，一輛行走49X線的丹尼士巨龍（AD19，車牌號碼EV5814）在小瀝源路撞向前面一輛行走182線的城巴丹尼士三叉戟及一輛行走804線的豐田Coaster專線小巴，20人受傷。
- 9月10日：2006/2007年度香港馬季開鑼。
- 9月15日：下午四時許，一輛行走3B線的富豪超級奧林比安（3ASV57，車牌號碼JH3006）在紅磡馬頭圍道與民裕街交界因閃避一輛突然切線的私家車而失控衝上路中安全島，撞毀一列鐵欄，其中一截鐵枝飛過對面行車線，打中一輛行走新巴796X線巴士車身。肇事巴士右邊車頭撞毀，意外中無人受傷。
- 9月18日：中午十二時許，一輛行走98C線的丹尼士巨龍（3AD147，車牌號碼HS2358）在秀茂坪道行駛期間因腳掣故障，車長安排乘客轉搭其他巴士期間，巴士於無人駕駛情況下突然溜前，撞向山坡後停下，無人受傷。
- 9月23日：一輛行走43X線的丹尼士巨龍（AD335，車牌號碼HC1409）在大涌橋路近濱景花園遭一輛行走801線的專綫小巴撞向車尾，八人受傷。
- 9月24、25日：維也納愛樂管弦樂團訪港演出兩場，由俄籍著名指揮大師瓦列里·格吉耶夫指揮
- 9月28日：深水埗海壇街的士劫殺案。
- 9月29日：公益金服飾日 （前稱便服日）
- 9月29日至12月3日：巴黎龐畢度中心58件珍寶在香港藝術館展出。

### 10月
- 10月3日：凌晨，一輛行走葵芳站至安蔭邨的235M線富豪奧林比安11米雙層巴士（AV114，車牌號碼GW5789）在葵涌葵義路轉彎時，與一輛中型貨車相撞，造成6人受傷。該車因底盤及龍骨崩裂而不獲修復，已於同年11月2日正式除牌退役。
- 10月8日：2006年香港十大傑出青年公佈。
- 10月9日：
  - 下午五時許，一輛行走42C線的丹尼士三叉戟（ATR160，車牌號碼JD3231）在青荃橋往長安迴旋處支路遭鄰線失控撞向石壆傾側的貨車壓向巴士右邊車身，一名乘客受輕傷。
  - 五部九巴雙層冷氣巴士61M、235M、31B、47X及235被人駛到別處。
- 10月11日：行政長官曾蔭權宣讀2006年至2007年度施政報告。
- 10月17日：一名車長駕駛一輛行走九龍站至上水的270A線的富豪超級奧林比安12米空調巴士（3ASV378，車牌號碼KP4535）在窩打老道45號對開時突然感到肚痛，巴士失控撞斷交通燈及欄杆，衝上人行道並撞入滙達中心之騎樓底。巴士整個車頂被大廈陽台底部削去，上層扶手設施等被折斷，玻璃完全粉碎。1名路過的DHL速遞員被捲入車底死亡，12人受傷。
- 10月18日：北角堡壘街嘉華洋樓15樓倫常慘案。
- 10月27日：中國工商銀行正式掛牌。
- 10月26日：沙田瀝源邨榮瑞樓3樓倫常慘案。
- 10月28日：自訂車輛登記號碼拍賣。
- 10月29日：早上，一輛行走263M線的丹尼士巨龍（AD333，車牌號碼HC1365）在青山公路撞向前方一輛行走265M線的Neoplan Centroliner（AP91，車牌號碼JV8208）車尾，2人受傷。
- 10月31日：荃灣楊屋道東昌工業大廈兇殺案。

### 11月
- 11月5日：公益金新界區百萬行 — 后海灣幹線。
- 11月9日：香港可觀測水星凌日。
- 11月11日：黃大仙康強苑倫常慘案。
- 11月12日：第四代中環天星碼頭啟用。
- 11月16日：黃大仙竹園南邨華園樓劫殺案。
- 11月19日：無線電視39週年台慶。
- 11月20日：一輛208線巴士駛至廣播道撞向一輛私家車並推前200米。
- 11月28日：地政總署拍賣出售沙田區馬鞍山及廣播道1號兩幅貴重地皮。
- 11月24日至2007年1月1日：香港繽紛冬日節。

### 12月
- 12月1日至15日：香港運動員參加於卡塔爾多哈舉行的第十五屆亞洲運動會。
- 12月2日至10日：國際共融藝術節。
- 12月3日至8日：2006年世界電信展。
- 12月8日：一名天水圍肥師奶以獨居老婦為目標上前搭訕，並藉故隨長者回家偷竊殺人，在荃灣石圍角劫殺81歲老婦。
- 12月9日：一輛行走269C線的丹尼士巨龍（3AD112，車牌號碼HP2083）在呈祥道與大埔道交界撞向私家車、機車及貨車，導致機車及私家車上6人受傷。
- 12月9日至2007年1月1日：第41屆工展會。
- 12月10日：香港國際賽事。
- 12月10日：行政長官選舉委員會界別分組選舉。
- 12月15日至12月18日：2006年亞洲遊戲展。
- 12月16日至2007年1月1日：海洋公園聖誕全城ho ho ho。
- 12月19日: 香港樹仁學院正名香港樹仁大學。
- 12月22日至12月27日：北區花鳥蟲魚展覽。
- 12月25日: 一輛行走筲箕灣至美孚之102號線富豪B9TL（AVBW25，車牌號碼MH7271）在油麻地加士居道被尾隨旅遊巴撞向車尾，而巴士其後撞向前面的私家車和的士，造成28人受傷。
- 12月28日: 西貢蠔湧水口村命案。
- 12月30日:
  - 晚上六時許，一輛行走47X線的丹尼士巨龍（AD7，車牌號碼EU7919）在沙田城門隧道公路近香港文化博物館因閃避前方故障貨車而停下時遭尾隨一輛貨櫃車撞及車尾，6人受傷。
  - 葵芳邨葵明樓2114室命案。

## 出生
- 10月7日：高琳琳，0歲，先天橫膈膜疝患者，其父母將「九天生命日記」放到網誌上而引起香港社會的迴響。

## 逝世

### 1月
- 1月21日：郭伯偉爵士，90歲，前財政司。

### 2月
- 2月22日：董　驃，72歲，著名香港馬評人、電視、電影演員。

### 3月
- 3月16日：譚江柏，94歲，前中華民國國家足球代表隊成員，著名男歌手譚詠麟的父親。因器官衰竭病逝。
- 3月17日：曾國恆，33歲，因公殉職的香港警察，在巡邏的時候疑遭徐步高殺害。
- 3月17日：徐步高，36歲，香港警察，疑涉及殺害梁成恩等罪行的嫌疑犯。

### 4月
- 4月8日：余慕雲，76歲，香港電影資料之父
- 4月14日：姬達爵士，84歲，前布政司、首任香港廉政公署專員。

### 5月
- 5月1日：伍福強，78歲，香港良友雜誌社社長
- 5月15日：馬蒙教授，89歲，香港大學中文系前系主任、全國政協前委員

### 7月
- 7月22日：盧素娟，54歲，香港無綫電視資深粵語配音員，以配《多啦A夢》的野比大雄著名

### 8月
- 8月5日：陳儀馨，54歲，前香港無綫電視藝員，1970至80年代以她在《歡樂今宵》趣劇環節中飾演「阿妙」一角而著名

### 9月
- 9月1日：羅鷹石，93歲，香港鷹君集團創辦人。
- 9月8日：何國棟，76歲，前香港電台廣播處長。
- 9月8日：馮建民，49歲，香港警務處有組織罪案及三合會調查科前總警司。
- 9月8日：梁中昀，56歲，香港家長教師會聯會、香港家長協進會創辦人。
- 9月10日：劉桂明，66歲，香港藝人劉嘉玲之父。
- 9月11日：關海山，80歲，香港粵劇、電視劇及電影演員。
- 9月22日：鮑　方，84歲，香港電視劇演員。

### 10月
- 10月3日：鄔維庸，69歲，香港醫生，全國人民代表大會香港委員，香港基本法委員會港方委員。
- 10月15日：高琳琳，0歲，先天橫膈膜疝患者，其父母將「九天生命日記」放到網誌上而引起香港社會的迴響。
- 10月18日：曾錦銓，28歲，前香港職業騎師。
- 10月21日：霍詠如，95歲，保護海港協會前主席徐嘉慎之母。
- 10月22日：鮑羅瑞珍，103歲，香港行政長官夫人曾鮑笑薇之母。
- 10月28日：霍英東，83歲，香港著名商人，前全國政協副主席。

### 11月
- 11月8日：包雲龍，56歲，香港資深傳媒人，《成報》前社長。

### 12月
- 12月11日：羅德丞，71歲，前香港基本法起草委員、全國政協港區委員。

## 節慶
下列節慶，如無註明，均是香港的公眾假期，同時亦是法定假日（俗稱勞工假期）。有 # 號者，不是公眾假期或法定假日（除非適逢星期日或其它假期），但在商業炒作下，市面上有一定節慶氣氛，傳媒亦對其活動有所報導。詳情可參看香港節日與公眾假期。
- 1月1日（星期日）：元旦
- 1月2日（星期一）：元旦翌日（補1月1日）
- 1月28日（星期六）：農曆年初一之前一日（補1月29日）
- 1月29日（星期日）：農曆年初一
- 1月30日（星期一）：農曆年初二
- 1月31日（星期二）：農曆年初三
- 4月4日（星期二）：兒童節 #
- 4月5日（星期三）：清明節
- 4月14日（星期五）：耶穌受難節（是公眾假期，但不是法定假日）
- 4月15日（星期六）：耶穌受難節翌日（是公眾假期，但不是法定假日）
- 4月17日（星期一）：復活節星期一（是公眾假期，但不是法定假日）
- 5月1日（星期一）：勞動節
- 5月5日（星期五）：佛誕（是公眾假期，但不是法定假日）
- 5月31日（星期三）：端午節
- 7月1日（星期六）：香港特別行政區成立紀念日
- 10月1日（星期日）：中華人民共和國國慶日
- 10月2日（星期一）：中華人民共和國國慶日翌日（補10月1日）
- 10月6日（星期五）：中秋節 #
- 10月7日（星期六）：中秋節翌日
- 10月30日（星期一）：重陽節
- 10月31日（星期二）：萬聖夜 #
- 12月22日（星期五）：冬至（是法定假日，但不是公眾假期，根據法定假日放假的機構，或會聖誕節放假，冬至不放假。部份機構或會提早下班）
- 12月24日（星期日）：平安夜#（不是公眾假期或法定假日，但部份機構或會提早下班或放假一天）
- 12月25日（星期一）：聖誕節（根據法定假日放假的機構，或會冬至放假，聖誕節不放假）
- 12月26日（星期二）：聖誕節後第一個周日（是公眾假期，但不是法定假日）
- 12月31日（星期日）：公曆除夕# （不是公眾假期或法定假日，但部份機構或會提早下班或放假一天）

## 大型獎項

### 社會貢獻
- 大紫荊勳章：董建華、李業廣、李東海
- 金英勇勳章：朱振國、冼家強、曾國恆
- 香港十大傑出青年選舉：何猷龍、陳藝賢、陳智勤、呂宇俊、蘇婉嫻、程詩灝、林景昇、蘇恩祺、鄧淑明（共9名）

### 邵逸夫獎
- 數學獎：大衛·曼福德 和 吳文俊
- 天文學：索爾·珀爾馬特，亞當·里斯 與 布萊恩·施密特
- 生命科學與醫學獎：王曉東

#### 2006年香港電影金像獎（第25屆）
- 最佳電影：《黑社會》
- 最佳導演：杜琪峰 - 《黑社會》
- 最佳男主角：梁家輝 - 《黑社會》
- 最佳女主角：周迅 - 《如果·愛》

### 香港電影金紫荊獎
- 最佳影片：《黑社會》
- 最佳导演：陈可辛 - 《如果·爱》
- 最佳男主角：任達華 - 《黑社會》
- 最佳女主角：周迅 - 《如果·爱》

### 香港電影評論學會大獎
- 最佳電影：《黑社會》
- 最佳導演：杜琪峰 - 《黑社會》
- 最佳男演員：梁家輝 - 《長恨歌》
- 最佳女演員：周迅 - 《如果·愛》

### 電視廣播有限公司獎項（2006年）
- 香港先生：黃長發
- 香港小姐冠軍：陳茵媺
- 最佳男主角：鄭嘉穎
- 最佳女主角：佘詩曼
- 萬千光輝演藝大獎（終身演藝成就獎）：鍾景輝
- 英皇新秀歌唱大賽金咪大獎（冠軍）：高遠
- 最受歡迎男歌手：陳奕迅
- 最受歡迎女歌手：容祖兒
- 金曲金獎：《愛得太遲》（歌手：古巨基）

## 外部連結
- 香港年報2006（页面存档备份，存于）